# Эномай (гладиатор)
Энома́й (лат. Oenomaus) — один из предводителей рабов во время восстания Спартака.
Эномай был гладиатором из Галлии, который сбежал из гладиаторской школы Лентула Батиата в Капуе. Вместе с фракийцем Спартаком и своим сородичем Криксом он стал одним из лидеров восстания Спартака. Однако, в отличие от последних, Эномай погиб на раннем этапе восстания.

## Образ Эномая в литературе
В книге Рафаэлло Джованьоли «Спартак», Эномай погиб из-за Эвтибиды (куртизанки). Также согласно этой книге Эномай был не галлом, а германцем. По телосложению был могучим великаном.

## Образ Эномая в кино
- «Спартак: Кровь и песок» — сериал США 2010 года, режиссёры Майкл Херст, Рик Джейкобсон, Джесси Уарн, в роли Эномая Питер Менса.
- «Спартак: Боги арены» — сериал США 2011 года, режиссёры Рик Джейкобсон, в роли Эномая Питер Менса.
- «Спартак: Месть» — сериал США 2012 года, режиссёры Джесси Уарн, Майкл Херст, Рик Джейкобсон, в роли Эномая Питер Менса.

### Исторические источники
- Аппиан. Гражданские войны. — М.: Росспэн, Селена, 1994. — ISBN 5-86004-016-4, ISBN 5-88046-040-1. Кн. I, гл. 116—120.
- Павел Орозий. История против язычников. Книги I—VII. — Изд-во Олега Абышко, 2004. — 544 с — ISBN 5-7435-0214-5. Книга 5, гл. 24.
- Луций Анней Флор — историк древнего Рима / Немировский А. И., Дашкова М. Ф. — Воронеж: Изд-во Воронеж. ун-та, 1977. — 167 с. Эпитомы Римской истории. Книга II. Глава VIII. Спартаковская война

### Вторичные источники
- Валентин Лесков. Спартак. М.: Молодая гвардия, 1987.
- Валентинов А. Спартак. М.: 2002.
- Карышковский П. О. Восстание Спартака. М., 1956.
- Дерзновение / Д. Валовой, М. Валовая, Г. Лапшина. — М.: Мол. гвардия, 1989. — 314[6] c., ил. C.16—26.
- Энома́й // Элоквенция — Яя. — М. : Советская энциклопедия, 1957. — С. 90. — (Большая советская энциклопедия : [в 51 т.] /  гл. ред. Б. А. Введенский ; 1949—1958, т. 49).
- Bradley Keith. Slavery and Rebellion in the Roman World. — Bloomington: Indiana University Press, 1989. ISBN 0-253-21169-7
- Barry S. Strauss. The Spartacus war. — New York: Simon & Schuster, 2009. — ISBN 1-4165-3205-6, ISBN 1-4165-3205-7.